# Kohunlich

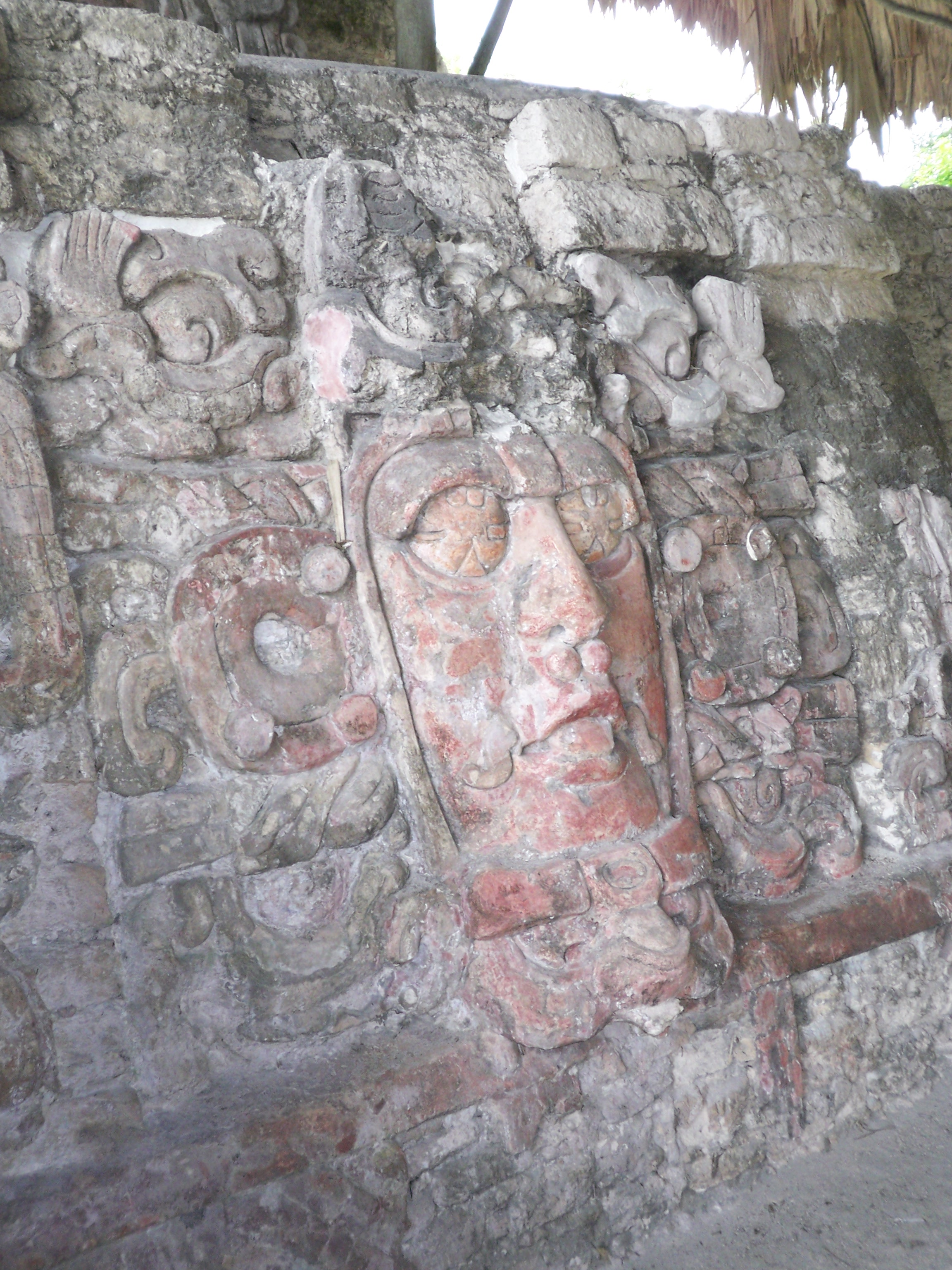
Steinmaske am Treppenaufgang des Palastes der Masken

Kohunlich ist ein archäologischer Fundplatz der Maya aus dem präkolumbischen Mesoamerika. Die Stätte liegt auf der Halbinsel Yucatán rund 50 Kilometer westlich von Chetumal im mexikanischen Bundesstaat Quintana Roo. Wiederentdeckt wurde Kohunlich im Jahr 1912 vom US-Amerikaner Raymond Merwin.
Der ursprüngliche Mayaname der Stadt ist nicht bekannt, die Bezeichnung „Kohunlich“ geht auf eine Verballhornung des englischen Begriffs „Cohoon ridge“ zurück. Diese Bezeichnung wurde vom ersten Archäologen der die Fundstätte untersuchte, Víctor Segovia, übernommen. Cohoon, auch Cohune, ist der Name der dort wachsenden Kokospalmenart (Attalea cohune) mit etwa faustgroßen Kokosnüssen.
Besiedelt wurde die ehemalige Mayastadt ungefähr 200 v. Chr., wobei ein Großteil der heute noch sichtbaren Gebäudefragamente aus der Frühklassik (ca. 250 bis 600 n. Chr.) stammt. Die Stadt mit einer maximalen vermutlichen Einwohnerzahl von etwa 10.000 ist während des Endklassikum um 1000 n. Chr. verlassen worden. Bemerkenswert ist das Zusammentreffen verschiedener Architekturstile. Das bekannteste Gebäude in Kohunlich ist der Tempel der Masken, eine Pyramide, die mit drei zu beiden Seiten der Treppe übereinander angeordneten Stuckmasken verziert ist.

## Gebäudegruppen

### Plaza Yaxná
Diese Gruppe von Bauten liegt im Nordwesten des Zentrums und gehört am mittleren und späten Präklassikum an. In dieser Zeit entstanden niedrige Plattformen, die später durch andere Bauten nahezu komplett überdeckt wurden. Die frühesten Bauten wurden aus großen, sorgfältig bearbeiteten Steinblöcken errichtet, die mit einer dicken Stuckschicht überzogen waren. Von den überdeckenden Bauten sind jene mit den Bezeichnungen E-1 und E-3 näher untersucht worden. E-1 ist ein nach Süden ausgerichteter Bau mit elliptischem Grundriss, gegliedert in vier Stufen und mit einer breiten, der Plaza zugewandten Treppe. Auf der Spitze stand ein zweiräumiges Gebäude, entsprechend dem Stil der Zeit und den technischen Möglichkeiten waren die Wände sehr dick und die Innenräume überaus schmal. Das Gebäude E-3 mit rechteckigem Grundriss besteht aus drei Baukörpern mit breit abgerundeten Ecken, auf deren oberster Fläche auch hier ein kleines Gebäude mit zwei Räumen stand. Die dicken Wände weisen darauf hin, dass hier ein hoher Dachkamm vorhanden gewesen sein dürfte. Die Treppe springt zur Plaza hin leicht vor, an ihrem Fuß wurden die Überreste einer Stele gefunden.
Auf der Ostseite der Plaza, neben dem eben beschriebenen Gebäude, liegt E-2, das einen eigenwilligen Plan aufweist. Es besteht aus vier plattformartigen rechteckigen Baukörpern, wobei die beiden oberen erheblich nach hinten versetzt sind, sodass vor ihnen eine größere freie Fläche entsteht. Auf der vierten Plattform befand sich das bekrönende Gebäude. Eine relativ schmale Treppe führte zur freien Fläche vor dem dritten Baukörper und eine weitere zur Oberfläche des vierten und dem dort stehenden Gebäude. Das gesamte Gebäude erfuhr mehrere bauliche Veränderungen. Stilistisch gehört es weder zu den anderen Bauten an der Plaza, noch zu den später in Kohunlich errichteten. In einem aus Stein errichteten Depot fanden sich Überreste zahlreicher Personen und Opfergaben (darunter 40 komplette Teller).

### Tempel der Masken

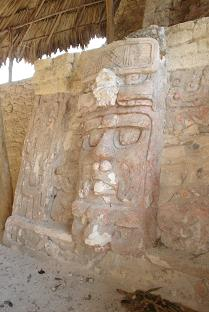
Stuckmaske
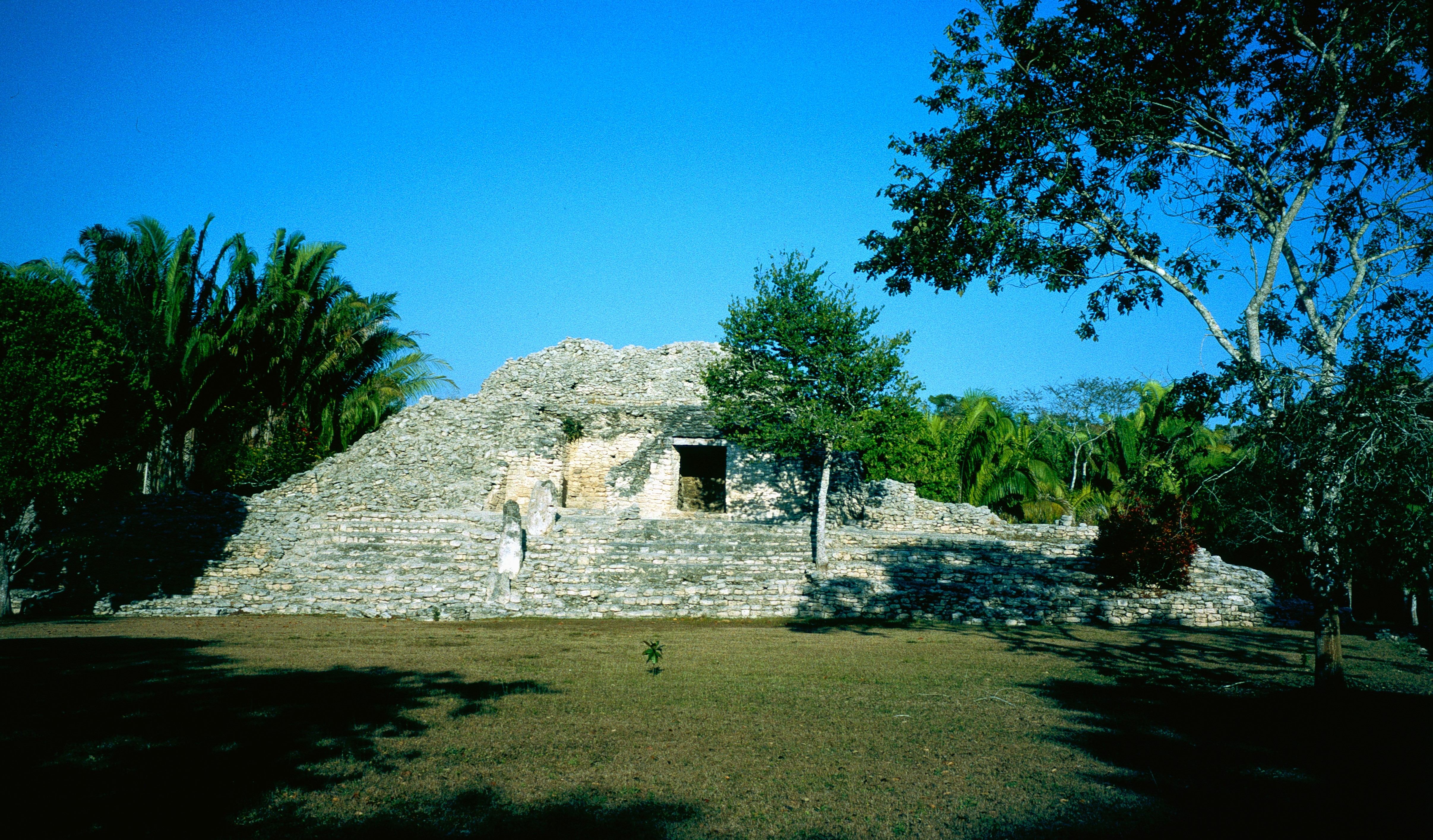
Gebäude der Stelen

Das Gebäude entstand ungefähr gleichzeitig mit den frühen Bauten der Plaza Yaxná, weist jedoch eine viel deutlichere Beziehung zu den Architekturformen von Petén in Guatemala auf. Das Gebäude besteht aus vier Baukörpern, wobei auf dem obersten ein kleines Gebäude steht, das vermutlich einen Dachkamm aufgewiesen hat. Nach Westen liegt eine Treppe, zu deren beiden Seiten die namensgebenden, großen Stuckmasken angeordnet sind, von denen fünf erhalten sind. Vier davon zeigen menschliche Gesichter, die mit Elementen des Sonnengottes versehen sind. Es scheint sich dabei um lebende Personen gehandelt zu haben, die Masken tragen und sich durch die Attribute die wichtigen Kennzeichen des Sonnengottes zuweisen. Die fünfte Figur ist ein Jaguar, der die Kennzeichen des Sonnengottes als Kopfschmuck trägt.

### Gebäude der Stelen
Das Gebäude der Stelen liegt am Fuß der Erhebung, auf deren Spitze der Tempel der Masken steht. Auf der Treppe ragen mehrere Stelen auf. Bemerkenswert sind Stuckfiguren von sechs sitzenden Personen, ruhend auf Darstellungen der heiligen Berge, mit der wiederholten Abbildung der Glyphe cauac.

### Die Akropolis

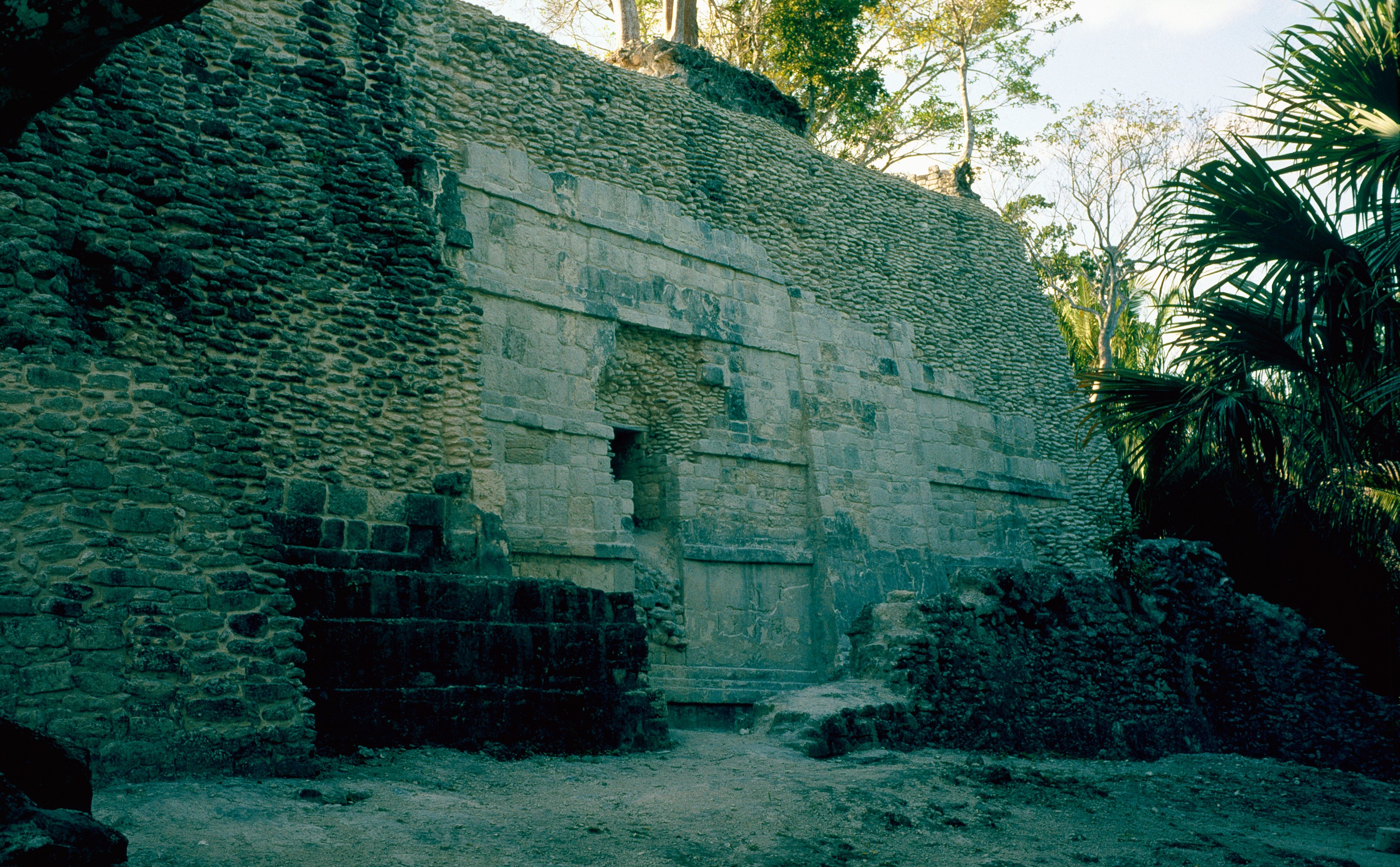
Akropolis, Ostseite
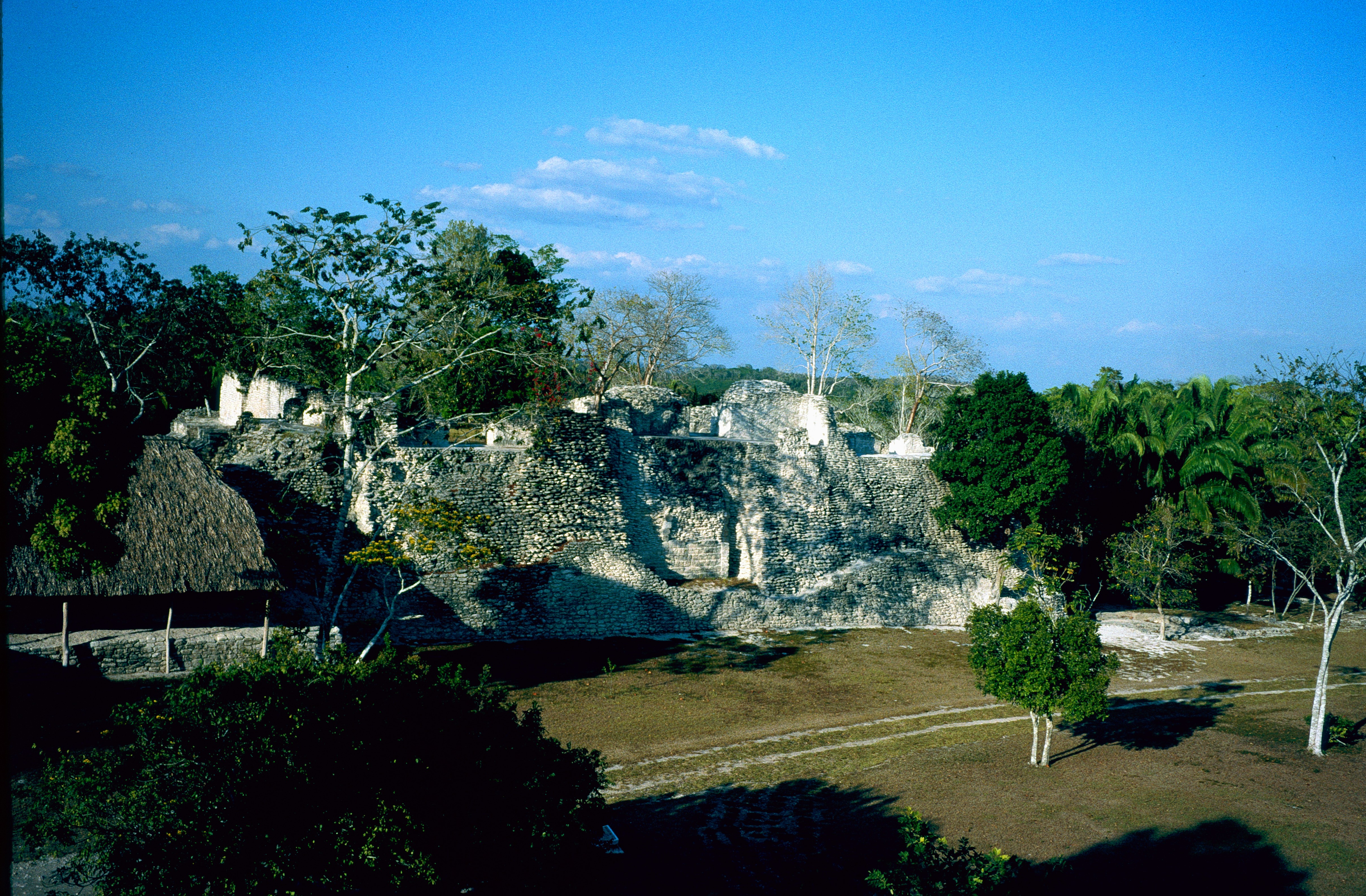
Akropolis, Südseite
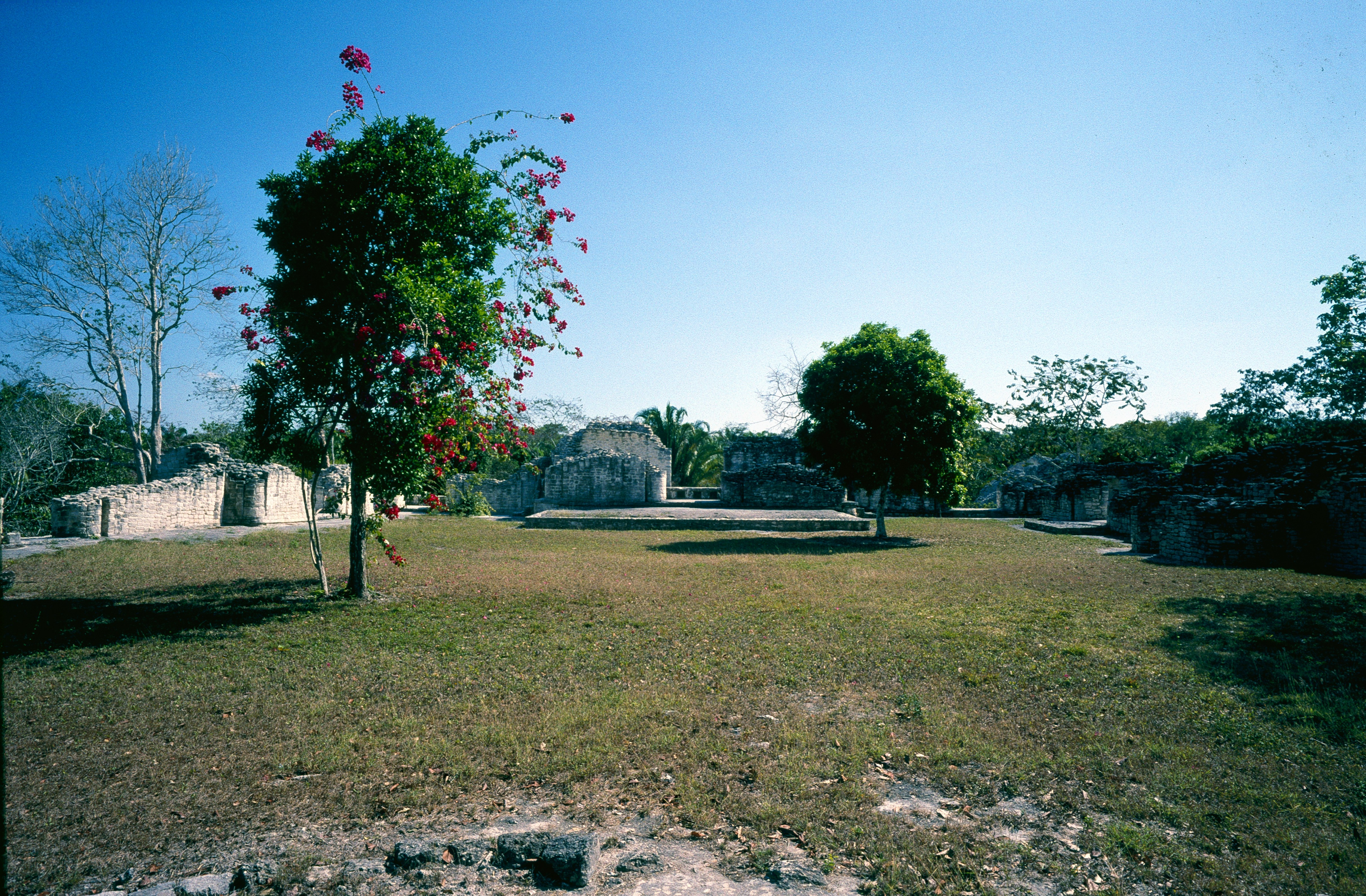
Akropolis, Platz auf der Oberfläche

Dieser Komplex ist bisher nur zu einem kleinen Teil verstanden, weil tiefgehende Grabungen bisher nicht vorgenommen wurden. Es handelt sich um einen großen rechteckigen Block aus Mauerwerk, auf dessen Oberfläche ein großer Hof Platz hat, an dessen Seiten relativ niedrige Reste von Gebäuden stehen. Auf zwei Seiten (im Süden und Osten) sind durch die Erosion Teile der darunter liegenden Konstruktion freigelegt worden. Auf der Südseite wird eine der typischen, extrem steilen (nicht besteigbaren) Treppen des Rio-Bec-Stils sichtbar, ohne dass mit Sicherheit gesagt werden könnte, dass die Treppe zu einem der typischen Scheintempel hinaufgeführt hat. Auf der Ostseite ist der Zugang zu später bewusst mit Steinmaterial aufgefüllten Innenräumen der früheren Konstruktion zu sehen, die zwischen den Río Bec Türmen zu liegen pflegen.
Das Auffüllen hatte den Zweck, die Last der auf der Oberfläche errichteten neuen Bauten sicherer tragen zu können. Diese kleinen Konstruktionen an den Seiten der Plaza gehören ebenfalls dem Rio-Bec-Stil an, der in Kohunlich eine spezielle Ausprägung zeigt. Kennzeichnend sind gemauerte Ecksäulen an den Ecken der Gebäude, ähnlich konstruierte runde, säulenartige Türpfosten bei den Eingängen von außen, dreigliedriges Gesims als Sockel, wobei im mittleren Band Gruppen von meist drei Säulchen mit glatten Partien abwechseln, glatte äußere Wandflächen aus genau bearbeiteten meist kleinen, rechteckigen Steinen, mit rot gemaltem Stuck verkleidet. Die Innenräume sind mit Maya-Kraggewölbe gedeckt und weisen an den Schmalseiten gemauerte Bänke auf.

### Plaza Merwin

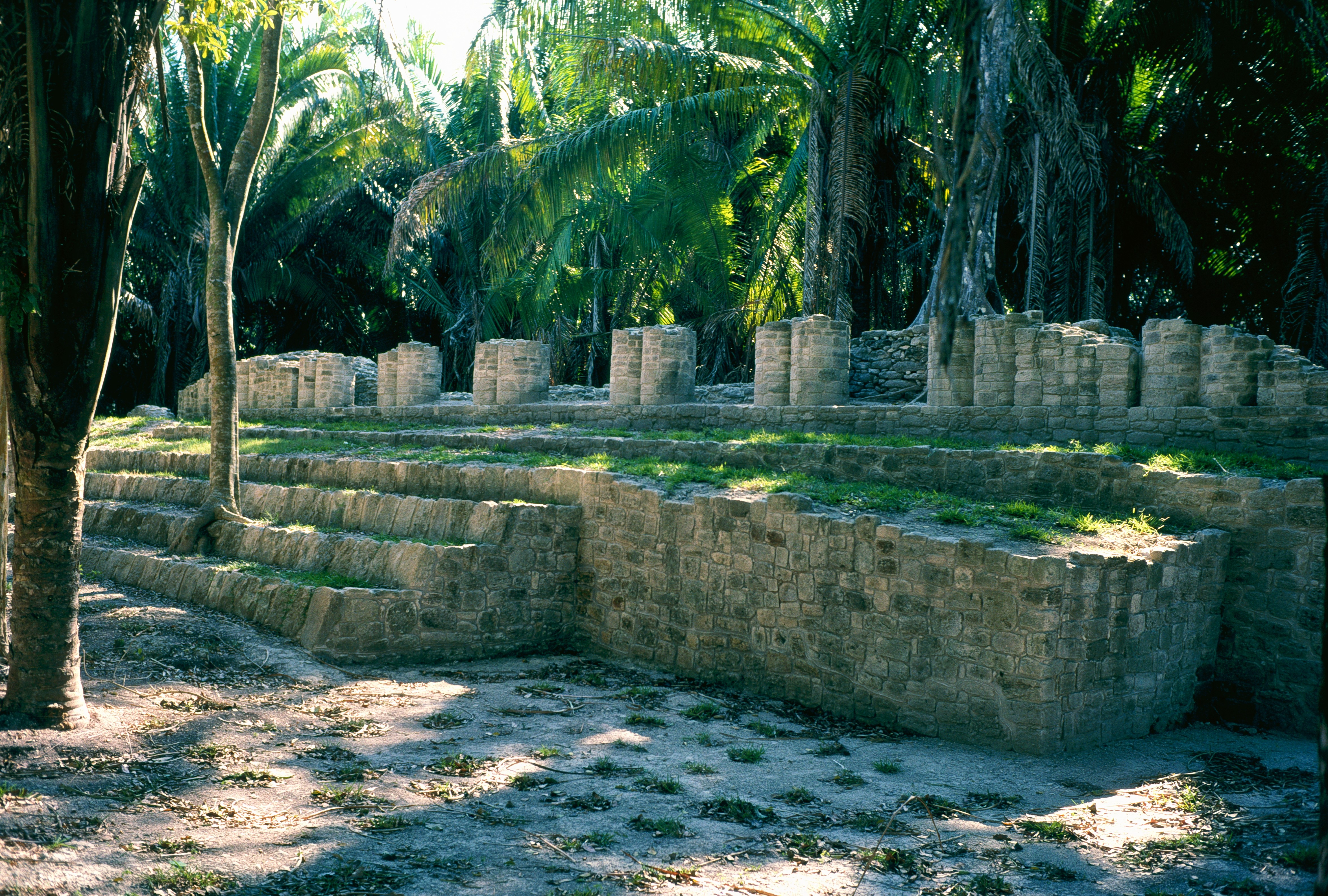
Gebäude paarigen Säulen
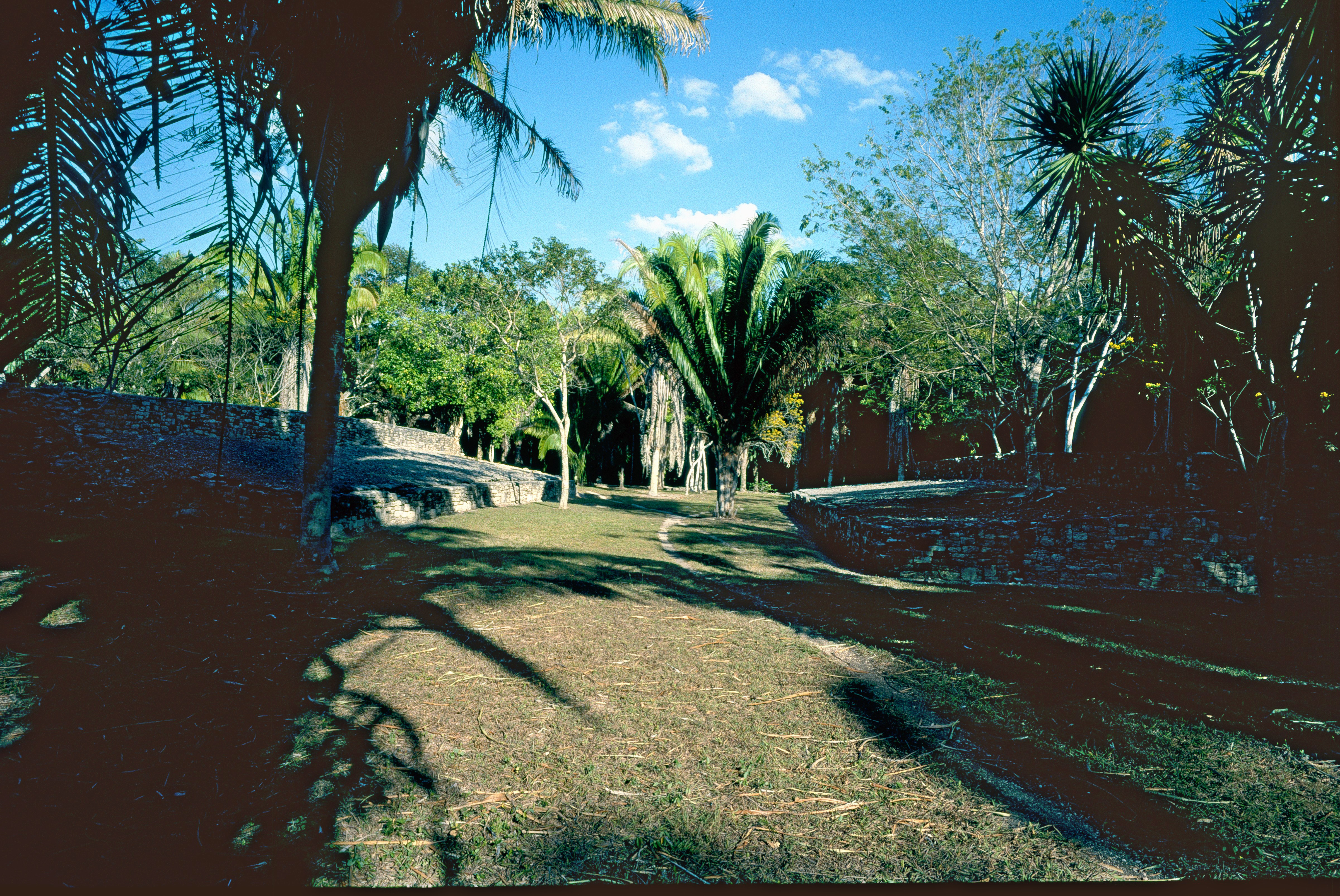
Ballspielplatz

Auf der Südseite der Plaza Merwin steht ein langes Gebäude mit einem Portikus, der aus paarig angeordneten, gemauerten Säulen besteht. Das Gebäude und ein anderes desselben Musters sind durch eine, fast die gesamte Länge des Gebäudes einnehmende, Freitreppe zugänglich. Die Innenräume haben keine gemauerten Bänke.

### Ballspielplatz
Der Ballspielplatz mit den üblichen Charakteristika von Ballspielplätzen im südlichen Maya-Gebiet bildet so etwas wie eine östliche Fortsetzung der Plaza Merwin.

### Las Vías
Westlich der Plaza Merwin befindet sich eine Gruppe von rund 20 Plattformen aus Trockenmauern mit einer Zugangstreppe auf einer Seite, auf deren Oberfläche Konstruktionen aus vergänglichem Materiali gestanden haben müssen. Eigenartig ist die Anordnung in mehreren, parallelen Reihen, die typisch für Bauten aus dem Endklassikum oder später ist.

### Nordwest-Gruppe

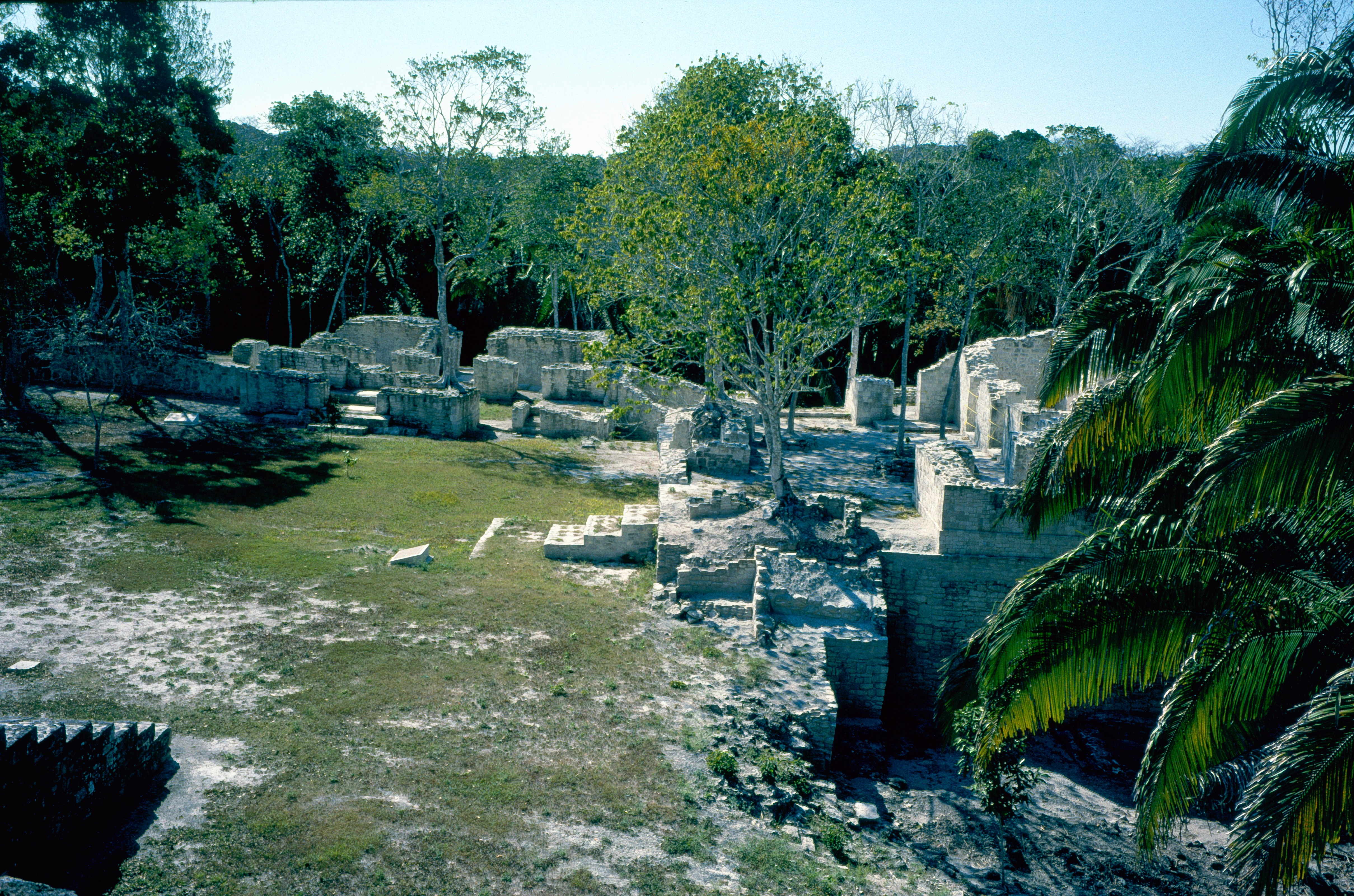
Nordwestgruppe

Diese Gruppe liegt westlich der Akropolis und besteht aus zwei komplexen Bauten, die vermutlich die Residenz hochgestellter Persönlichkeiten des Ortes waren.

### Gruppe der 27 Stufen

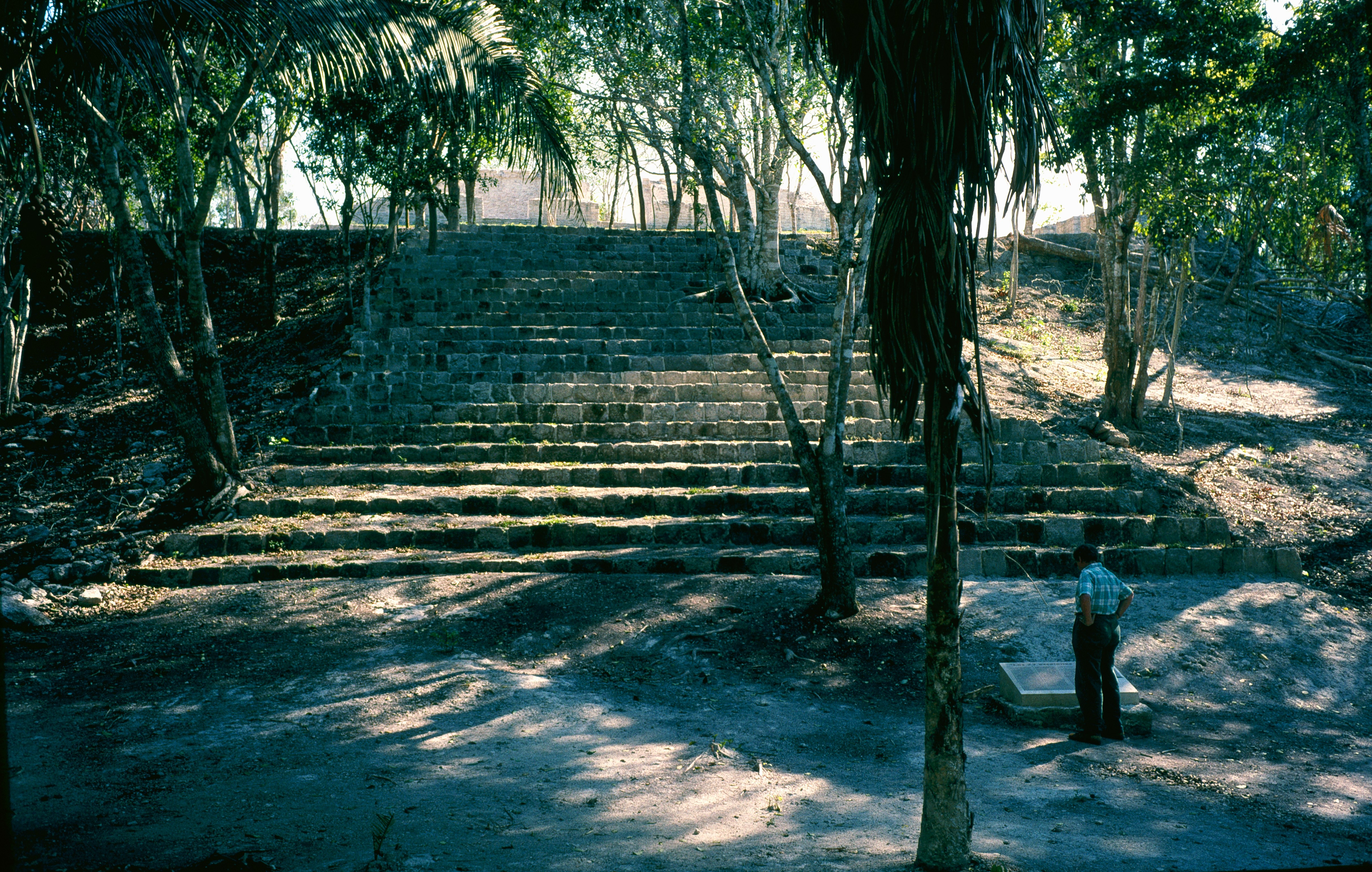
Die 27 Stufen zur gleichnamigen Gruppe
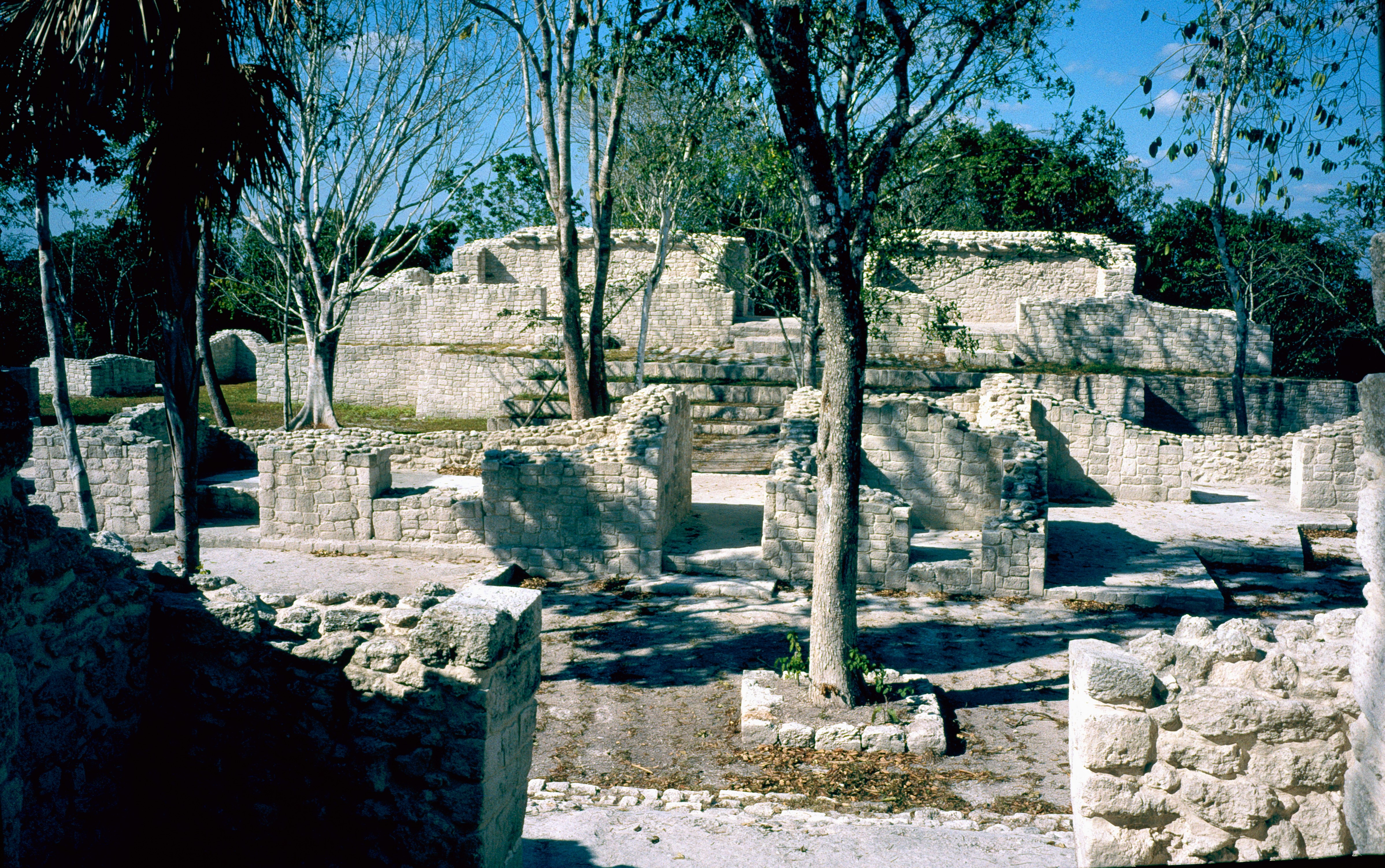
Blick vom Gebäude E-8 über die beiden Höfe auf Gebäude E-1

In Kohunlich gibt es mehrere Baukomplexe, die als Palastbauten angesehen werden. Der wichtigere hiervon ist die Gruppe der 27 Stufen (grupo de las 27 escalones), rund 300 Meter südlich der Merwin Gruppe (grupo Merwin). Diese Gruppe wurde auf dem künstlich abgeflachten Gipfel eines niedrigen Hügels angelegt, der eine Fläche von rund 65 mal 50 Metern erreichte, aber später seitlich erheblich verbreitert wurde. Die Gruppe umfasst vier von Bauten ganz oder teilweise eingeschlossene Höfe. Die Bauten wurden zwischen 100 und 700 n. Chr. errichtet, teilweise lassen sich umfangreiche Veränderungen an den Bauten feststellen. In der letzten Ausbaustufe erreichte man über die 27 Stufen einen Platz (patio 3), dessen ganze Nordseite von dem großen Gebäude E-8 eingenommen wird. Zu ihm führen hintereinandergestaffelt zwei breite Treppen hinauf. Ihm gegenüber im Süden lag das Gebäude E-1. Im Verlauf des Späten Klassikums wurde der von diesen beiden Bauten (und dem Gebäude E-7 an der Westseite) gebildete Hof (patio 1) durch eine Reihe kleinerer Bauten in zwei Hälften geteilt, wobei der Zugang zur südlichen Hälfte (Patio 2) stark eingeschränkt wurde, wozu auch die Errichtung der Bauten auf der Ostseite beitrug.
Das dominierend gelegene Gebäude E-8, mit 27 Metern Länge, auf einer eigenen rund 2 Meter hohen Plattform gelegen, hatte mehrfache Funktionen. Es besteht aus zwei parallelen Reihen von Räumen, die sich nach Süden bzw. nach Norden öffnen. Bei dem kleineren mittleren Raum beider Reihen besteht die Rückwand aus einem Türdurchgang, so dass dieses Gebäude den Zugang zu den weiter innen gelegenen Höfen und Bauten kontrollieren konnte. Zusätzlich waren an beiden Enden noch zwei querliegende Räume vorhanden. In keinem der Räume gab es gemauerte Bänke, weshalb eine Nutzung für Wohn- oder Repräsentationszwecke nicht anzunehmen ist.
Den Hof 2 umgaben mindestens sechs Konstruktionen (die Zählung ist unsicher). Der Zugang erfolgte durch einen schmalen Durchgang zwischen den verschiedenen Bauteilen des Gebäudes E-2, oder eine kleine Treppe zwischen den Bauten E-3 und E-4. Das bedeutendste Gebäude ist das als E-1 bezeichnete, im Süden der gesamten Anlage, mit ebenfalls 27 Metern Länge. Die Fassade entspricht einem modifizierten Rio-Bec-Stil mit gemauerten Halbsäulen. In zwei Reihen waren insgesamt sechs Räume auf eine Weise angeordnet, die dem Gebäude E-8 in vielen Einzelheiten entspricht. Auch hier ist ein zentraler Durchgang durch die Mittelmauer vorhanden, der aber nicht als Zugang zu einem weiteren Hof diente, sondern zu einem Raum mit drei gemauerten Bänken führte. Auch die seitlichen Räume hatten einen gewölbten, schmalen Zugang zu den hinteren Räumen, in denen ebenfalls Bänke zu finden waren. Dieser Unterschied zu dem sonst sehr ähnlich strukturierten Gebäude E-8 macht die funktionalen Unterschiede deutlich: Bänke, die nicht nur als Schlafstätten gedient haben können, sondern auch, entsprechend der zentralen Anordnung, als Repräsentationsräume der lokalen Herrscherschicht. Ihr sind vermutlich auch die zahlreichen, unter dem Fußboden gelegenen, Bestattungen zuzuordnen.
Das Gebäude E-7 auf der Westseite der beiden Höfe 1 und 2 besteht aus vier Räumen, von denen zwei parallel zueinander liegen und zwei quer an den Enden. Die beiden mittleren Räume sind nicht gleichzeitig entstanden. Der hintere wurde früher errichtet und weist gemauerte Bänke an der Mitte der Rückwand und am nördlichen Ende auf. Die Ausgestaltung der Bank in der Mitte mit Nischen an der Frontseite weist ihn als „Thron“ aus. Dem Raum wurde ein etwas kleinerer parallel vorgesetzt, der auf drei Seiten Türöffnungen aufweist. Diese Konstruktion unterstreicht die repräsentative Bedeutung des Thronraumes dahinter und weist auf die Funktion des gesamten Gebäudes hin. Der Zugang war vom Hof über eine relativ schmale Treppe, die genau auf die Mitte des angefügten Bauteils zielt, möglich.
Die kleineren Bauten, welche die beiden Höfe 1 und 2 später trennten und andere an den Rändern, waren zumindest teilweise nicht mit dem Mayagewölbe, sondern mit Dächern aus Holz und Palmblättern gedeckt.